# 마르크 샤갈
마르크 샤갈(프랑스어: Marc Chagall, 1887년 7월 7일 ~ 1985년 3월 28일)은 벨라루스에서 태어난 프랑스의 화가이다. 모든 색 중에서 특히 청색을 잘 표현한 화가이자 색채의 마술사로 알려져 있다.

## 생애

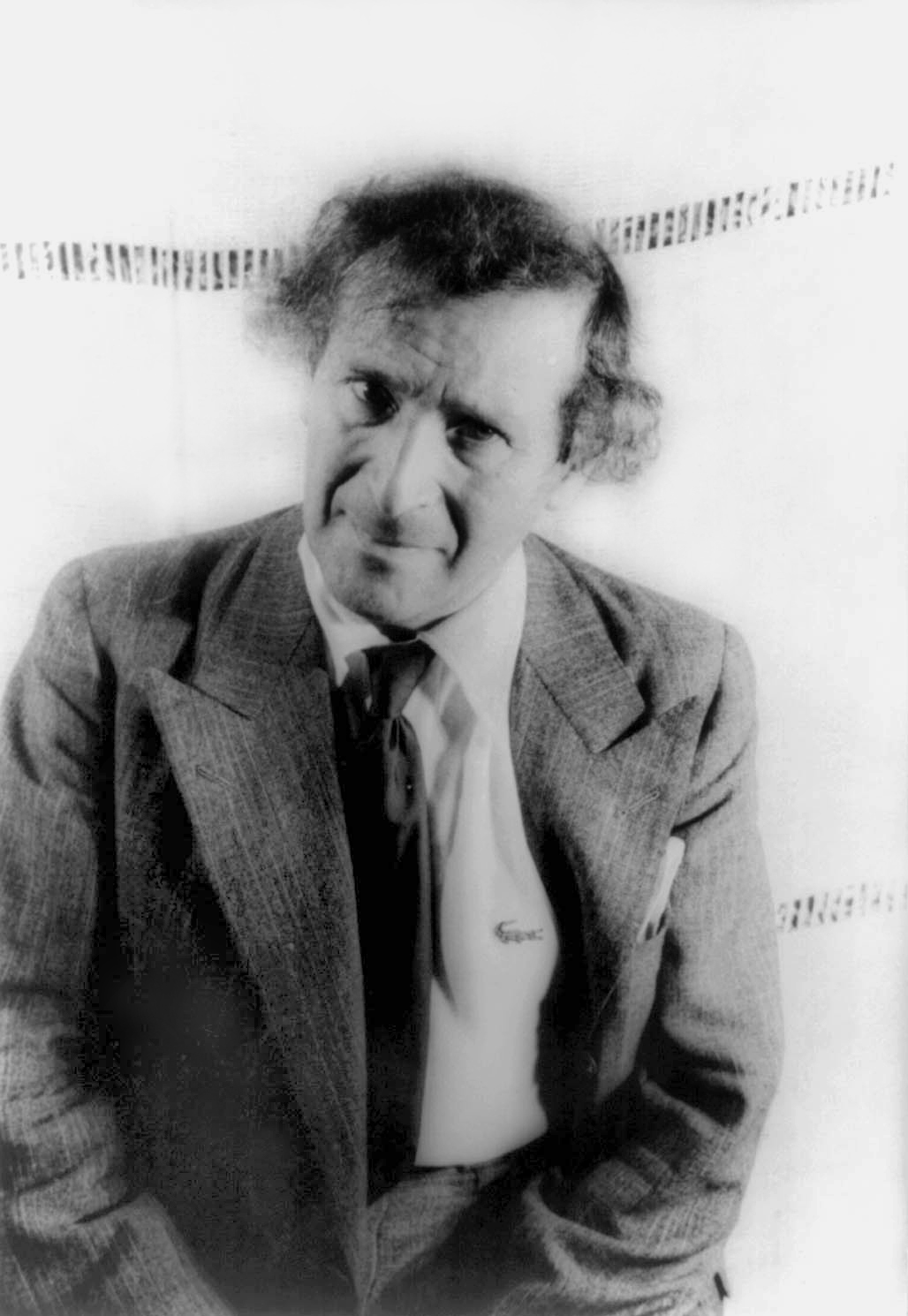
마르크 샤갈（1941년)

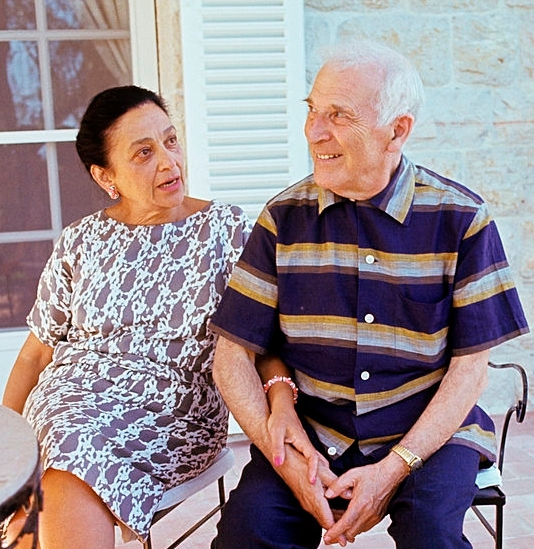
노년의 마르크 샤갈과 그의 아내 바바 (1967년)

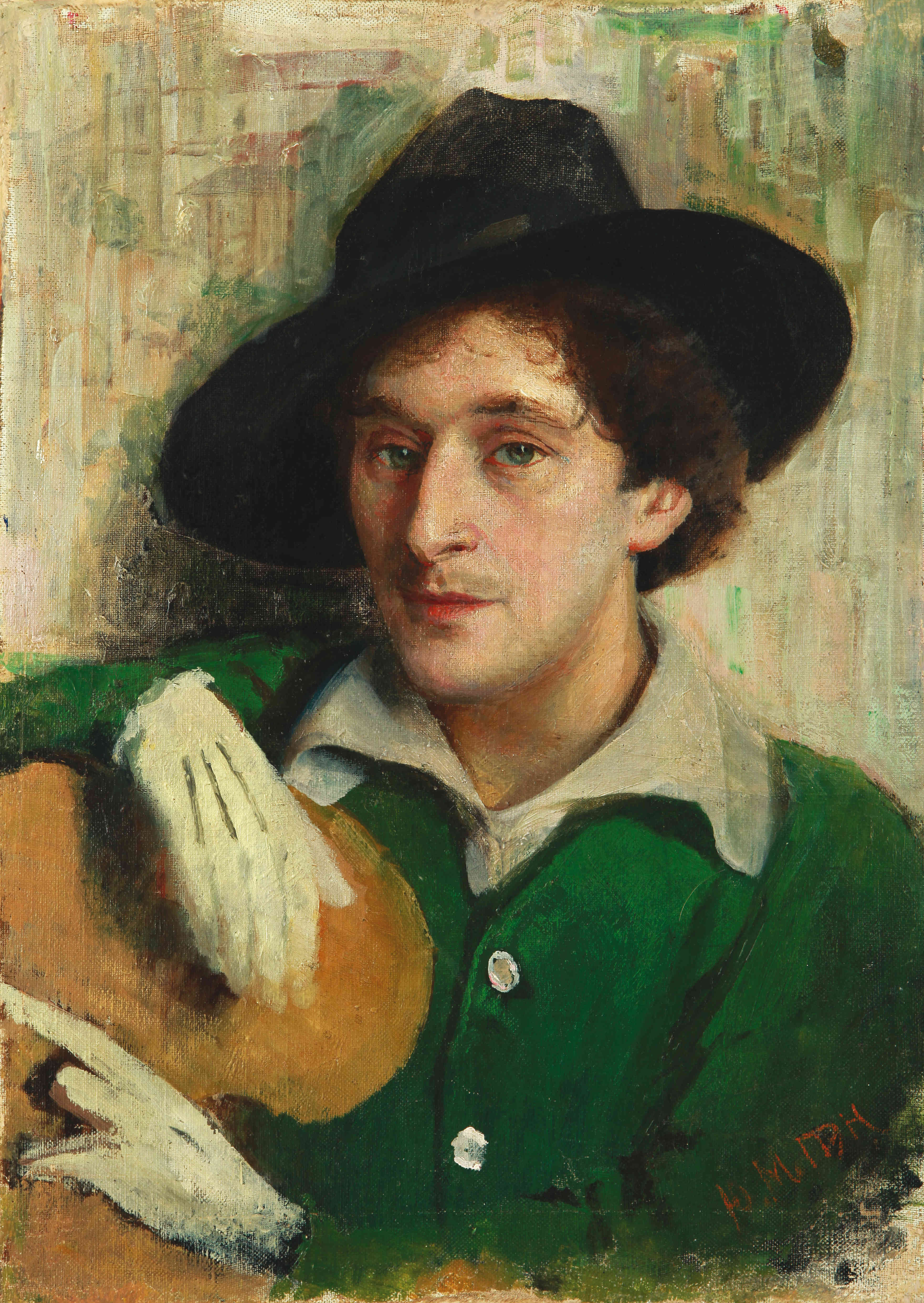
유리 펜이 그린 샤갈의 초상화

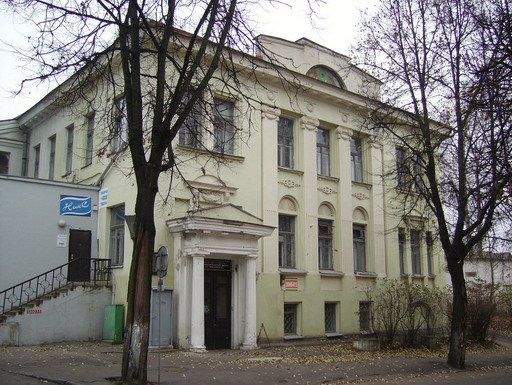
비테브스크 현대 예술 박물관이 자리한 공립 예술 학교

샤갈은 1887년 7월 7일 비쳅스크 근교 리오즈나 벨라루스에서 유대인계 가난한 집안에서 출생하였다. 그가 태어나던 당시 비테브스크의 인구는 약 66,000명 정도였고, 그 중 절반이 유대인이었다. 그림같은 교회당과 유대교회가 있었고, 옛 스페인 제국의 문화의 중심지로 그곳은 러시아의 톨레도라고 불렸다. 대부분의 건물이 목조건물이었으므로, 그것들 중 어떤 건물도 3년 후 나치의 침공 때 보존되지 못하고, 제2차 세계대전 때 파괴되었다.
샤갈은 9형제 중 맏이었으며, 그의 성 샤갈은 보통 유대가정에서 태어나면 다양한 유사 이름을 가진다. 그의 아버지 카츠키 샤갈은 청어상인 밑에서 일을 했고, 그의 어머니는 집에서 야채를 파는 상인이었다. 그의 아버지는 중노동을 하면서 열심히 일했지만, 한 달 수입은 20루블에 지나지 않았다. 이후 샤갈은 "존경받지 못하는 그의 아버지"를 생선 모티브를 포함하여 표현한다.
1906년에 당시 러시아 제국의 수도이자 예술의 중심지였던 상트페테르부르크로 이사를 갔으며, 그곳에는 많은 유명한 예술학교들이 있었다. 유대인들은 통행증이 없으면, 출입이 허가되지 않았으므로, 그는 가까스로 친구에게서 임시통행증을 얻었다. 그는 그곳의 명문 예술학교에 등록을 해서 2년을 공부했다. 1907년 경에는 자연주의적 초상화와 풍경화를 그렸다.
1908년에서 1910년까지 샤갈은 짜반체바 미술학교에서 레온 박스트에게서 공부를 했다. 그곳에 있는 동안 그는 실험극장과 폴 고갱의 작품들을 접하게 되었다. 박스트도 유대인이었으며, 또한 장식예술 디자이너였고, 유명한 발레 무대배경과 의상 디자이너였다. 샤갈은 박스트를 성공한 유대인의 롤모델로 삼았다. 1년 후 박스터는 파리로 이사를 갔다. 예술 역사가 레이먼트 코그니에는 "샤갈은 당시 주류 예술로 접어들었으며 .... 그의 도제 생활은 끝났고, 러시아는 그의 삶에서 중요한 초기의 경험을 던져주었다"고 썼다.
샤갈도 1910년까지 상트페테르부르크에 머물렀는데, 종종 비테브스크를 갔다가 벨라 로젠펠트를 만나 사랑에 빠진다. "나의 삶"이라는 글에서 샤갈은 그녀와의 첫만남을 다음과 같이 썼다. "그녀의 침묵은 내것이었고, 그녀의 눈동자도 내것이었다. 그녀는 마치 내 어린시절과 부모님, 내 미래를 모두 알고 있는 것 같았고, 나를 관통해 볼 수 있는 것 같았다."
시골의 미술 학교를 거쳐 페테르스부르크 왕실 미술 학교를 졸업하고, 1910년 파리로 유학을 떠났다. 아카데미 쥘리앙에서 공부하면서 피카소와 입체파의 영향을 받았다.

### 프랑스(1910-1914)
1910년에 샤갈은 파리로 자신만의 예술적 스타일을 발전시키기 위해 갔다. 예술사학자이자 큐레이터인 제임스 스위니는 샤갈이 처음에 파리에 도착했을 때, 입체파(Cubism)가 지배적인 예술 형태였으며, 프랑스의 예술은 여전히 19세기의 물질주의적 외관에 지배되고 있었다고 기술하고 있다. 하지만 이미 러시아에서 잘익은 색채 재능과 신선하고, 감성에 대담한 반응과 단순한 시에 대한 느낌과 유머를 갖춘 채 파리에 도착했다고 밝혔다. 이러한 개념은 당시 파리에는 낯선 것이었으며, 결과적으로 그의 처음의 인식은 다른 예술가들에게서 온 것이 아니라 볼레즈 상드라르나 기욤 아폴리네르와 같은 시인들에게서 온 것이었다. 예술사학자 장 레이마리는 샤갈이 예술에 대한 생각을 내적 존재에서 외부로 나온 것이며, 보이는 사물에서 육체적 결과물로 나온 것이라는 것을 관찰했다. 그리고 그것은 입체파의 창조법과는 상반되는 것이었다.
그래서 그는 기욤 아폴리네르와 로베르 들로네, 페르낭 레제와 같은 다른 아방가르드 유명 인사들과 친교를 가졌다. 빛의 도시이자 무엇보다 자유의 도시에서 샤갈의 파리의 꿈이 이루어졌다. 23세의 젊은 샤갈에게 닥쳐온 최초의 역경은 대도시 속에 외로움과 프랑스어를 할 수 없다는 것이었다. 얼마간은 그는 다시 러시아로 돌아갈 고민도 했으며, 그림을 그리면서도 러시아 민속의 풍부함과 유대인으로서의 경험, 가족 그리고 특히 벨라를 꿈꾸기도 했다.
파리에서 우수한 화가들이 가르치는 〈라 팔레트〉(La Palette)에 등록을 했으며, 또한 다른 아카데미에서도 작품들을 찾기도 했다. 그는 여유 시간이 있으면 갤러리나 살롱, 그리고 특히 루브르에서 공부를 했으며, 그곳에서는 렘브란트, 르넹 형제, 샤르댕, 반 고흐, 르노와르, 피사로, 마티스, 폴 고갱, 쿠르베, 밀레, 마네, 모네, 들라크루와 그리고 다른 화가들의 작품을 공부했다. 그가 종종 러시아 장면을 그리는 데 사용한 구와슈 기법을 배운 곳도 파리였다. 그는 또한 몽마르뜨와 카르티에 라탱(Latin Quarter)을 종종 방문했고, 파리지엥으로 숨쉬는 것을 행복해 했다.

### 러시아 (1914–1922)
그는 비테프스크에 남아있는 약혼녀 벨라를 그리워했기 때문에, 그녀를 항상 생각하고는 그녀를 잃을까 두려워했다. 그리하여 그는 베를린에 있는 유명한 예술 딜러의 작품 전시 초대를 받아들이기로 결심한다. 1913년 9월 베를린에서 개인전시회를 열어 《내 약혼녀에게》, 《골고다》, 《러시아, 암소 그리고 다른 것들에게》를 전시하여 좋은 반응을 얻었고, 1914년 6월 허바스 발덴 스트름 갤러리(Herwarth Walden's Sturm gallery)에서 작품을 선보이고 이곳에서 성공으로 인해, 베를린으로 와서 화가로서 자리를 굳히게 된다. 이 전시회는 대단히 성공적이었고, 독일 평론가들은 그를 호평했다.
전시회가 끝난 후 1914년 러시아로 가서 벨라와 결혼을 위해, 비테브스크에 머물게 된다. 그러나 몇 주 후에 제1차 세계대전이 발발하여, 러시아의 국경이 봉쇄되어 버린다. 1915년 벨라와 결혼을 하고, 그해 첫 딸 이다를 가진다. 결혼 전 샤갈은 부유한 유대인 브르주아인 그녀의 부모님을 설득하기 위해 애를 먹었다. 그녀의 부모는 가난뱅이 출신의 화가가 그들의 딸을 부양할 수 있을 지를 염려하였다. 하지만 결혼으로 인해 전쟁 중임에도 불구하고 샤갈의 정신은 대단히 고양되었다. 이 당시의 그림에는 몽환적인 젊은 연인들을 화폭에 담고 있다.
1917년 10월 혁명은 샤갈에게 기회를 가져다 주기는 했지만, 위험한 시기였다. 당시 그는 가장 저명한 예술가 중 한 사람이었고, 모더니스트 아방가르드의 멤버 중 한사람이었다. 이것은 혁명의 미적 무장으로서의 위엄과 특권을 즐기는 것이기도 하였다. 그 후 러시아에 잠깐 살다가 1922년 고향을 포기하고 베를린을 통해 1923년 그녀와 함께 파리로 돌아온다.
이어 그는 야수파의 색채를 자기 나름대로 이용하여 아름답고 아담한 그림을 그리기 시작하였다. 제1차 세계 대전이 일어나자, 고국으로 돌아와 8년간 우울하게 보내다가, 1922년 베를린을 거쳐 파리로 돌아와서 프랑스에 귀화하였다. 선명한 색채로 사람과 동물을 섞어, 환상적이며 신비한 그림을 그리기 시작하면서부터 그의 이름이 널리 알려지게 되었다.
1939년에 샤갈은 카네기 상을 수상했는데, 그 후 1941년 제2차 세계 대전 때 나치의 탄압을 피하여 미국으로 가게 된다. 그가 미국에 도착했을 때, 그는 이미 국제적인 지명도를 가진 인물이 되어있다는 것을 실감하게 되었다.
1944년 9월 2일 그의 아내 벨라가 갑작스런 감염으로 인해, 그리고 전쟁으로 인한 치료 물품의 부족으로 죽게 된다. 결과적으로 그런 몇 달동안 작품 활동을 중단하게 된다. 그가 새로 작품 활동을 시작했을 때, 그는 아내를 회고하는 작품을 가장 먼저 시작하게 된다.
1947년 프랑스의 지중해안에 머물며 사랑과 기쁨에 넘치는 명작을 계속 그렸다. 1950년부터 프랑스 남부 에 영주할 것을 결심하고 프랑스 국적을 취득하고 있다. 1952년 당시 60세의 샤갈은 유대인 여성 발렌티나 바바 브로드스키와 결혼을 하게 된다. 둘을 그리스로 여행을 하고, 전 아내 벨라가 죽은 지 8년만에 다시 활력을 찾는다.
1960년, 에라스무스 상을 수상했다. 같은 해 당시 프랑스 정부 내에서 샤갈도 친분이 있었던 앙드레 말로는 가르니에 궁의 천장화를 샤갈에게 요청한다. 이것은 1964년에 완성되었다.
1966년, 샤갈은 17점 연작 《성경의 메시지》를 프랑스 정부에 기증했다. 말로의 연작을 포함하여 샤갈의 작품을 전시하는 국립박물관의 건설을 추진하였다. 니스 시가 토지를 제공하는 형태로 1973년, 화가의 86살 생일에 니스 시는 〈샤갈미술관〉을 개관하였으며, 1985년 98세의 나이로 세상을 떠났다. 그의 무덤은 이후 주변 셍 폴(Saint Paul)의 유대인 묘지에 묻혔다.
그는 판화에도 뛰어난 재능을 보였는데, 특히 성서 이야기를 소재로 한 걸작 동판화를 남겼다. 그의 작품은 러시아계 유대인의 혈통에 흐르는, 대지의 소박한 시정을 담은 동화적이고 자유로우며 환상적인 특색을 보이고 있다. 특히, 농부·산양·닭과 같은 제재를 많이 취급하고 있다.

## 대표작
대표작으로 다음과 같은 작품들이있다.
- 《탄생》 (1910년)
- 《모델》 (1910년)
- 《붓을 든 자회상》 (1909년~1910년)

### 파리
- 《램프가 있는 정물화》 (1910년) ; 빠리지엥으로 최초의 그림
- 《나의 사랑하는 여인에게》 (1911년)
- 《주정뱅이》 (1911년)
- 《마을과 나》(I and the Village, 1910년~11년) (뉴욕 현대 미술관)
- 《러시아, 암소, 그리고 다른 것들에게》(1910년~11년)
- 《마을가게》 (1911년) (The Village Store)
- 《새들과 시인》 (1911년) (The Poet with the Birds)
- 《성스러운 유대인》(1911년~12년) ; 뒤집어진 그림으로 1914년 베를린 전시회에서 거꾸로 걸린 채 전시되었다.
- 《아폴리네르에게 보내는 경의》 (1911년~12년) ; 1913년 시인 아폴리네르가 방문한 뒤에 그에게 헌사함
- 《시인 또는 3시 반》
- 《시인 마쟁》 (1911년~12년)
- 《골고다》(1912년) (Calvary)
- 《가축 상인》(1912년) (The Cattle Dealer)
- 《술마시는 군인들》 (1912년)
- 《날으는 마차》 (1913년) (Flying Carriage)
- 《바이올린을 켜는 사람》 (1912년~1913년) ; 어린 시절의 전형적인 기억을 표현한 작품으로 그의 작품에는 바이올린 켜는 사람이 자주 등장하는데, 바이올린을 켜는 사람은 러시아와 유대인 축제에서 가장 중심이 되는 인물로 인생에서 가장 중요한 생사, 결혼식 등에 항상 등장한다.

### 베를린
1913년 9월 베를린에서 개인전시회를 열어 《내 약혼녀에게》, 《골고다》, 《러시아, 암소 그리고 다른 것들에게》를 전시하여 성공을 거둔다. 1914년 6월 슈트름 미술관에서 작품을 선보이고 이곳에서 성공으로 인해, 베를린으로 와서 화가로서 자리를 굳히게 된다.
- 《축제》(1914년)
- 《연인들》 (1913-1914년) (The Lovers)

### 러시아
1914년 러시아에 왔다가 전쟁이 터지게 된다. 그는 부모님의 집에 머물다가 1915년 벨라와 결혼을 하게 된다.
- 《녹색의 유대인》(1914년)
- 《생일》(1915년) (The Birthday)
- 《파란집》(1917년) ; 비텝스크로 2달동안 휴가를 왔다가 그린 작품이다. 파랑과 노랑,
- 《흰칼라를 한 벨라》(Bella with white collar, 1917)
- 《산책》(1917년) ; 샤갈의 회회적 구성을 완성한 작품이다. 1917년 10월 혁명의 영향의 받아 낙천주의적인 요소가 드러난다.
- 《달의 화가》(1917년) (The Painter to the Moon)
- 《도시 위로》(1918년) (Above the Town)
- 《구도, 원, 염소》(1920년)

### 베를린-파리
1922년 봄에 다시 러시아에서 파리로 돌아오게 된다. 이곳에서 리투아니아에 잠시 머물다가 다시 베를린으로 가게 되는데, 그는 이곳의 1년 동안 궁핍한 생활을 하게 된다. 이때 프랑스에서 편집장 볼라르가 샤갈에게 책의 삽화를 부탁하게 되어 이듬해인 1923년 9월에 다시 파리로 돌아오게 된다. 이때부터 2년의 짧은 기간 동안 107개나 되는 에칭을 만들게 된다.
- 《붉은 집》(1922년) (Red House)
- 《물구유》(1925년)
- 《농노의 생활》
- 《여곡마사》(1927년) ; 백마 위에 서커스를 하는 여인
- 《곡예사》(1930년)
- 《사랑하는 연인들》(1931년) ; 분홍색 자수 드레스와 빨간색 부채, 백마와 파란색 등 강력한 색이 특징이다.
- 《고독》(1933년) (Solitude)
- 《혁명》(1937년)
- 《에펠탑의 신랑신부 》(1938년) (Les mariés de la Tour Eiffel)
- 《하얀 십자가상》(1938년)
- 《한여름 밤의 꿈》(1939년)

### 미국
1940년 봄 샤갈은 프로방스로 강제 이주를 당한다. 1941년 벨라와 모든 그림을 가지고 마르세이유에서 스페인 리스본을 거쳐 미국으로 향하게 된다.
- 《곡예사》 (1943년) ; 미국에서 최초로 작업한 두드러진 작품이다. 연금술법과 우화의 요소가 들어갔다.

1944년 9월 2일 샤갈의 인생에서 가장 영향을 끼쳤던 아내 벨라가 세상을 떠난다.
- 《결혼식 촛불》(1945년)
- 《파라솔을 든 소》(1946년) (Cow with Parasol)
- 《천사의 추락》(1947년) (The Falling Angel)
- 《가죽의 벗긴 소》(1947년)

### 프랑스- 이태리
1948년 8월 샤갈은 완전히 프랑스로 돌아와 정착을 한다. 1950년 이탈리아 베니스로 옮겨 자신의 집을 갖는다. 그 해 그는 도예를 접하게 된다.
- 《죽은영혼》(1948년)
- 《신부》(La Mariée) (1950년) ; 노팅힐 (영화)에도 등장한다.
- 《우화집》(1952년)
- 《십계판을 받는 모세》(1952년)

1952년 발렌티나 바바 브로드스키와 결혼을 하게 된다. 둘은 그리스로 여행을 하고, 다시 활력을 찾는다.
- 《세느강의 다리》(1957년) (Bridges over the Seine)
- 《성서》(1957년)
- 《농가》(1962년)
- 《다윗왕》(1963년)
- 《서커스 말》(1964년)
- 《달세계》(1967년)
- 《파란색의 얼굴》(1967년)
- 《대형 서커스》(1968년) ; 일련의 서커스 작품 중 가장 뛰어난 명작으로 평가받는다.
- 《부활절》(1968년)

### 기타
- 《붉은 태양》
- 《에펠탑과 신혼부부》

### 스테인드 글라스
- 《아시 교회》의 창문
- 《메츠 대성당》

## 대한민국 전시회
2004년 《색채의 마술사 샤갈전》 이름으로 열렸던 전시를 다시 개최했다. 당시에는 주로 1950년대 이후 샤갈의 말기 작품을 중심으로 구성했다. 2004년 전시 때 '유대인 예술극장 장식화'는 4점이 공개가 되었고, 2010년에는 7점이 공개가 되었다. 2010년 서울시립미술관은 동일한 이름으로 160여점을 전시하는 전시회를 열고 있으며, 샤갈의 청년기인 1910~22년 작품, 일명 '러시아 시기'에 초점을 맞췄다.
- 전시 기간 : 2010년 12월 3일 ~ 2011년 3월 27일
- 전시 장소 : 서울시립미술관 서소문본관 2F, 3F

2016년 롯데카드 무브컬쳐 거장vs거장_샤갈, 달리, 뷔페 전
- 전시 기간 : 2016.06.25(토) - 2016.09.25(일)
- 전시 장소 : 한가람미술관 제1전시실,제2전시실

## 같이 보기
- 샤갈의 작품 목록
- 10월 혁명

## 참고 자료
- Shishanov, V.A. "Double Portrait with a glass of wine" - in search of the sources of the plot of Marc Chagall paintings / V.A. Shishanov / / Marc Chagall and St. Petersburg. The 125th anniversary of the birth of the artist / Scientific. Ed. and comp. : O.L. Leykind, D.Y. Severyukhin. - St. Petersburg: "Evropeiski House" in 2013. - P. 167-176.